# Manifestations de 2025 en Slovaquie
De larges manifestations ont lieu à partir de janvier 2025 en Slovaquie (ou dès décembre 2024) et impliquent des dizaines de milliers de participants, réunis dans de nombreuses villes du pays, en particulier à Bratislava. Les manifestants s'opposent aux politiques pro-russes du président du gouvernement slovaque Robert Fico, au pouvoir depuis octobre 2023, notamment après sa rencontre avec le président russe Vladimir Poutine.

## Contexte

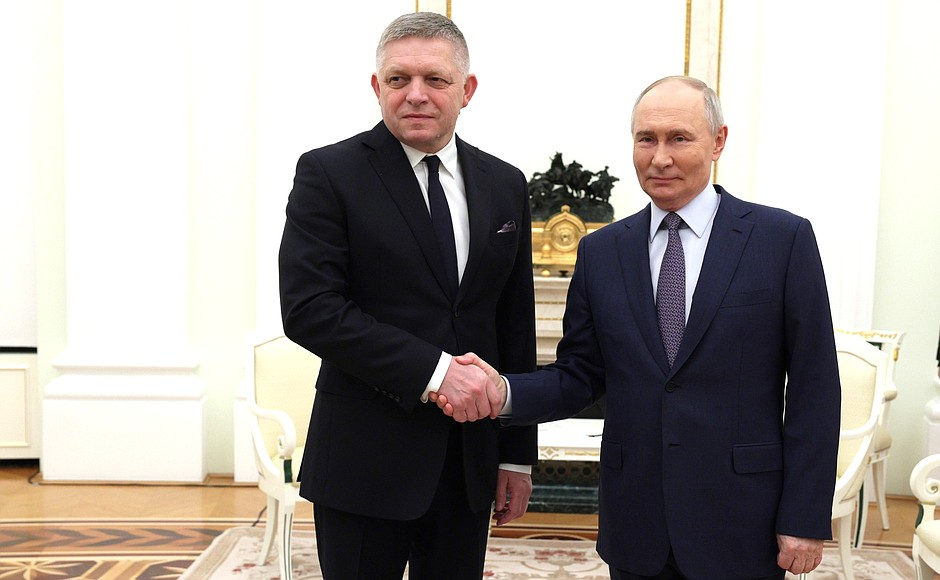
Robert Fico serrant la main de Vladimir Poutine, le 22 décembre 2024 à Moscou.

La politique étrangère menée par le gouvernement du Premier ministre slovaque Robert Fico et les positions politiques de ce dernier après son retour au pouvoir en octobre 2023 mécontentent une partie de la population. Son parti, le SMER – SD, remporte la victoire lors des élections législatives de 2023 grâce à un programme combinant des positions pro-russes ainsi qu'une rhétorique anti- américaine et eurosceptique. La nomination de Fico à la tête d'un nouveau gouvernement conduit à des changements importants dans l'orientation de la politique extérieure de la Slovaquie,. Sous sa direction, le pays met notamment fin à l'aide militaire à l'Ukraine, s'oppose aux sanctions contre la Russie imposées par l'Union européenne, affiche son intention de bloquer une éventuelle adhésion de l'Ukraine à l'OTAN. Il suggère également que la Slovaquie pourrait se retirer de l'Union européenne et quitter l'OTAN.
En avril 2024, le gouvernement slovaque, dirigé par Robert Fico, approuve une loi réorganisant le service public de radiodiffusion, appelé Rozhlas a televízia Slovenska (RTVS, Radio et télévision de Slovaquie), et le remplaçant par une nouvelle entité nommée Télévision et radio slovaques (STVR). Pour justifier son projet, il accuse le média public de manquer de neutralité politique et d'objectivité. Le directeur général de STVR est désormais choisi par un conseil dont les membres sont nommés par le ministre de la Culture, le ministre des Finances et le Parlement, où la coalition au pouvoir détient la majorité, ce qui donne un pouvoir disproportionné au parti au pouvoir sur la radiodiffusion publique.
Le 15 mai 2024, Robert Fico est grièvement blessé par balle lors d'une tentative d'assassinat commise par un homme déclarant avoir agi principalement en raison de l'opposition de son gouvernement à l'aide militaire à l'Ukraine. Après être sorti de l'hôpital, le 5 juin 2024, le chef du gouvernement diffuse en ligne un discours préenregistré de 14 minutes, qualifiant celui qui a tenté de l'assassiner de « militant de l'opposition slovaque » devenu un « messager du mal et de la haine politique ». Il affirme que l'opposition politique de gauche a fait preuve d'« excès violents ou haineux » contre son gouvernement, convaincue qu'une politique étrangère centrée sur l'Occident est la seule approche acceptable, notamment concernant la guerre russo-ukrainienne. Robert Fico estime que « le droit d'avoir une opinion différente a cessé d'exister dans l'Union européenne ».
Le 12 juin, le gouvernement de Robert Fico annonce une série de mesures visant à améliorer la sécurité des hommes politiques et d'autres personnalités importantes en réponse à la tentative d'assassinat. Ces mesures comprennent l'interdiction des manifestations devant les résidences des hommes politiques et à moins de 50 mètres du siège du gouvernement et de la présidence, l'attribution de résidences officielles à long terme au président, au président du gouvernement et au président du Conseil national. En outre, la sécurité est renforcée pour les dirigeants de tous les partis politiques représentés au Conseil national, pour le procureur général et pour le président de la Cour constitutionnelle. Le projet, approuvé par le Conseil national le 27 juin, entre en vigueur le 15 juillet 2024. L'opposition, ainsi qu'Amnesty International, critiquent ces mesures, les considérant comme une tentative de limiter le droit de réunion.
En 2024-2025, le gouvernement slovaque est également confronté à l'arrêt du transit de gaz naturel depuis la Russie, causé par le renforcement des sanctions économiques de l'Ukraine contre le secteur russe des hydrocarbures, en particulier contre Lukoil, la plus grande compagnie pétrolière privée de Russie. Le flux de gaz passant par l'oléoduc Droujba, qui fournissait en gaz les pays d'Europe centrale, est notamment coupé. Le 31 décembre 2024, l’accord quinquennal signé en 2019 sur le transit du gaz naturel russe à travers l’Ukraine expire. Le lendemain, la pression dans l'oléoduc diminue progressivement et à 7 h (UTC+2), la vanne est fermée dans la station de Soudja, dans l'oblast de Koursk. Bien que l'Ukraine ait annoncé son intention de ne pas prolonger le contrat de transit avec Gazprom dès le conflit gazier russo-moldave, à partir de 2022, et que Robert Fico ait eu du temps pour assurer son indépendance énergétique vis-à-vis de la Russie, en diversifiant ses approvisionnements en gaz, la coupure entraîne un conflit diplomatique entre les gouvernements ukrainien et slovaque,. Lorsque l'Ukraine propose à la Slovaquie de l’aider à organiser l’approvisionnement, en important du gaz produit en Azerbaïdjan, Robert Fico refuse et réaffirme qu’il souhaite continuer à acheter uniquement du gaz russe,,,,. Selon une estimation, ces décisions font perdre environ 500 millions d’euros de frais de transit à la Slovaquie,. Cela accentue le clivage entre Robert Fico et le gouvernement ukrainien. La Slovaquie renforce sa pression pour mettre fin aux sanctions contre la Russie et l'aide militaire à l'Ukraine.
Les sondages d'opinion pour les élections législatives slovaques à venir montrent une baisse du soutien au gouvernement et une augmentation du soutien aux partis d'opposition, Slovaquie progressiste prenant la tête. D’après les récents sondages, l’opposition serait en mesure de former une solide majorité gouvernementale en cas de nouvelles élections[réf. nécessaire].

## Déroulement
Les manifestations commencent le 23 décembre 2024, à la suite de la visite surprise de Robert Fico à Moscou pour une rencontre avec le président russe Vladimir Poutine,. Après l'audience avec Poutine, le président du gouvernement de la Slovaquie ne réapparaît pas en Slovaquie pendant plus de deux semaines. Des journalistes retrouvent sa trace dans une résidence de luxe au Viêt Nam grâce à des vidéos qu'il a postées sur Facebook. Les révélations font scandale en Slovaquie.
Le 10 janvier 2025, l'organisation Peace for Ukraine organise des manifestations coordonnées dans toute la Slovaquie. La dirigeante du mouvement, Lucia Štasselová, condamne la visite à Moscou et la considère comme fondamentalement incompatible avec les valeurs démocratiques. Des manifestations anti-Fico ont également lieu dans les pays voisins, notamment en République tchèque et en Pologne.
Des manifestations à grande échelle ont lieu le 24 janvier 2025. Les manifestations organisées à Bratislava attirent environ 60 000 participants, alors que d'autres rassemblements réunissent des militants, notamment 15 000 personnes à Košice et des milliers dans d'autres villes du pays, selon les décomptes des organisateurs. Les manifestants expriment leur opposition à la politique étrangère pro-russe du gouvernement à travers des slogans soulignant l'identité européenne de la Slovaquie, notamment « La Slovaquie n'est pas la Russie, la Slovaquie est l'Europe » et des appels à la démission de Robert Fico.
Peace for Ukraine annonce son intention de poursuivre les manifestations, la journée d'action suivante a lieu le 7 février 2025. 40 000 manifestants sont présents sur la place principale de Bratislava et plusieurs dizaines de milliers sont également réunis dans 40 autres villes du pays. 

## Opinion publique
La société slovaque est divisée au sujet de la crise politique et des manifestations : beaucoup de Slovaques continuent de soutenir SMER, le parti de Robert Fico, notamment dans l'espoir d'une baisse de l'inflation. Cependant, un nombre important de personnes dénoncent l'orientation pro-russe de la coalition au pouvoir, qui, selon eux, « nuit à l’image de la Slovaquie à l’étranger et au sein de l’Union européenne ».

## Conséquences

### Réactions des autorités
Les manifestations ont lieu dans un contexte de tension politique accrue, alors que le Premier ministre Robert Fico accuse l'opposition de vouloir réaliser une tentative de coup d'État. Citant un rapport classifié du Service de renseignement slovaque (SIS), service dirigé par le fils d'un proche associé du parti au pouvoir, lui-même visé par des accusations d'instrumentalisation de la police à des fins politiques, Robert Fico affirme que l'opposition politique est coordonnée avec des entités étrangères pour provoquer le renversement de son gouvernement par le biais d'actions de désobéissance civile, notamment des occupations de bâtiments gouvernementaux, des blocages et des grèves. Les dirigeants de l’opposition et les organisateurs des manifestations rejettent catégoriquement ces allégations, les considérant comme des tentatives d’intimidation de la population slovaque. Des commentateurs soulignent que la direction du SIS entretient des liens étroits avec les alliés politiques de Robert Fico.
En parallèle de la crise, le gouvernement Fico tente de faire adopter une révision constitutionnelle visant à limiter les droits des personnes LGBT en Slovaquie.

### Effondrement de la coalition gouvernementale
En parallèle des manifestations contre le gouvernement Fico IV, la coalition gouvernementale, formée de SMER – SD, HLAS – SD et du Parti national slovaque (SNS), est privée de majorité au Conseil national. En effet, elle a perdu auparavant en 2024 trois de ses membres, conservant la majorité d'une voix seulement. Le 24 janvier 2025, deux députés du parti Hlas – SD, Samuel Migaľ et Radomír Šalitroš, sont expulsés en raison de désaccords internes. Le lendemain, ils publient une déclaration commune avec Ján Ferenčák et Roman Malatinec, deux autres frondeurs, affirmant qu'ils ne participeront pas au vote du Parlement jusqu'à nouvel ordre.